# Carcassonne (sällskapsspel)
Carcassonne är ett tyskt sällskapsspel skapat av Klaus-Jürgen Wrede. Spelet är namngivet efter den medeltida franska staden Carcassonne, och går ut på att bygga upp ett landskap med städer, vägar, fält och kloster. 2001 vann spelet det tyska priset Spiel des Jahres.

## Spelet
Varje spelare har sju markörer av trä formade som små personer, som kallas "meeplar" (efter det engelska ordet för dem, "meeples") eller "figurer"; varje spelare har sin egen färg.
Spelet går ut på att en spelplan successivt byggs upp. Detta sker genom att spelarna i tur och ordning drar och placerar ut slumpmässiga brickor med fält, vägar, städer och kloster. På detta sätt växer ett landskap fram, och för spelarna gäller det att få så många poäng som möjligt. När en spelare placerar ut sin dragna bricka så att den påbörjar ett nytt fält, stad, väg eller kloster kan denne sätta en av sina sju spelmarkörer på brickan och på så sätt inta detta område. Genom att bygga klart en stad eller väg får spelaren poäng för detta beroende på hur stor staden är eller hur lång vägen är. Ett kloster blir klart då det lagts åtta andra brickor runt den. Då får spelaren nio poäng och får tillbaka sin spelmarkör.
Markörer som gett poäng återvänder till spelaren och kan användas för att inmuta nya områden. Om ett fält intas är emellertid den aktuella markören fast där till slutet på spelet. Då ges poäng för alla färdigbyggda städer som gränsar till fältet. En markör kan aldrig placeras på redan inmutat område. Däremot kan en spelare påbörja en ny stad, väg eller ett fält och placera sin markör där, och sedan bygga ihop detta med en befintlig stad/väg/fält. Den som i slutänden har flest markörer på ett område är den som kan göra anspråk på poängen. Det finns flera utgåvor av reglerna på olika språk och vissa detaljer har förändrats i de senare utgåvorna.

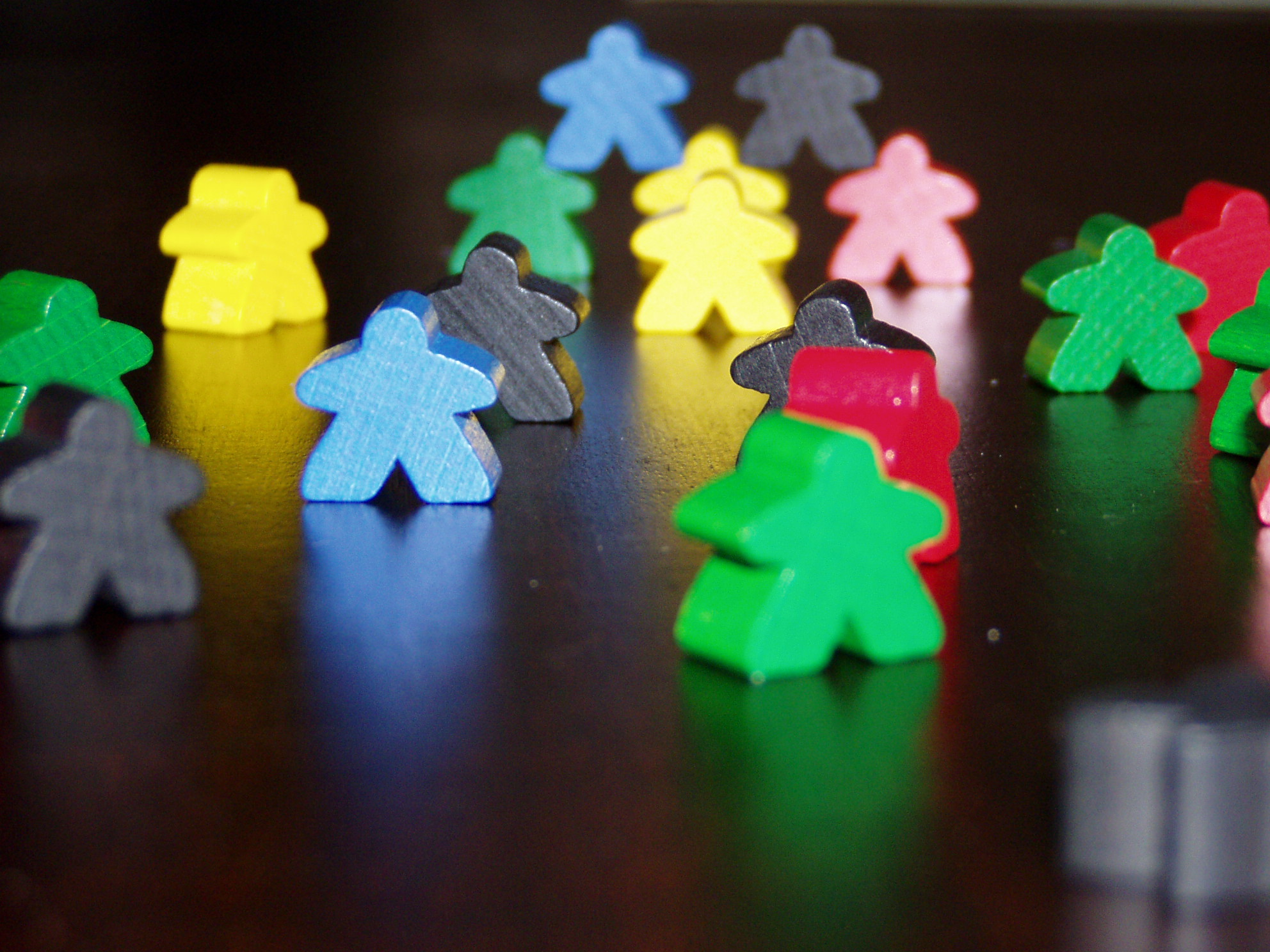
De karakteristiska spelmarkörerna till Carcassonne, som på engelska kallas meeples och på svenska meeplar eller figurer.

## Expansioner
Ett flertal expansioner finns till Carcassonne. De flesta av dem tillför nya moment till spelet.

### Större expansioner
- "Carcassonne — Inns and Cathedrals" (»Carcassonne — Wirtshäuser und Kathedralen«, 2002)
- "Carcassonne — Traders and Builders" (»Carcassonne — Händler und Baumeister«, 2003)
- "Carcassonne — The Princess and the Dragon" (»Carcassonne — Burgfräulein und Drache«, 2005)
- "Carcassonne — The Tower" (»Carcassonne — Der Turm«, mars 2006)
- "Carcassonne — Abbey and Mayor" (»Carcassonne — Abtei und Bürgermeister«, oktober 2007)
- "Carcassonne — The Catapult" (»Carcassonne — Das Katapult«, 2008)
- "Carcassonne — Wheel of Fortune" (»Carcassonne — Das Schicksalsrad«, juli 2009)
- "Carcassonne — Hills & Sheep"  (»Carcassonne — Schafe und Hügel, 2014) (2018 Ny utgåva)
- "Carcassonne — The Circus" eller "Under the Big Top",  (»Carcassonne — Manege Frei, 2017)

### Mindre expansioner
- "Carcassonne — The River" (»Carcassonne — Der Fluss«, 2001)
- "Carcassonne — King and Scout" (»Carcassonne — König und Späher«, 2003)
- "Carcassonne — The Cathars" (»Carcassonne — Die Katharer«, 2004)
- "Carcassonne — The Count of Carcassonne" (»Carcassonne — Der Graf von Carcassonne«, 2004)
- "Carcassonne — The River II" (»Carcassonne — Der Fluss II«, november 2005)
- "Carcassonne — The Mini-Expansion" (vintern 2006)
- "Carcassonne — The Cult" (»Carcassonne — Der Kultstätten«, 2008)

2006 gavs en expansion ut på svenska: "Carcassonne: Expansion". Denna expansion motsvarar de engelska Inns & cathedrals samt The River.

## Relaterade spel
Flera spel baserade på Carcassonne har getts ut. 2006 gavs ett spel ut på svenska: "Jägare och samlare".
1 juli 2007 kom också Carcassonne ut som ett arkadspel till Xbox 360, där spelare kan möta varandra över Xbox Live.
Numera kan Carcassonne också spelas online synkront eller asynkront med officiella versioner för Iphone och Ipad. 
Carcassonne är också tillgängligt för mobiltelefoner och läsplattor som bygger på Android. 